# NMB48りかとあやかのガールズ☆ト〜ク
『NMB48りかとあやかのガールズ☆ト〜ク』（エヌエムビーフォーティーエイトりかとあやかのガールズトーク）は、2013年4月6日に開始されたラジオ関西制作のラジオ番組。現在は『NMB48しんしんとまいてぃーのガールズトーク』に改題され放送されている。

## 概要
ラジオ関西では初となるNMB48の冠番組。ラジオ関西が所在する兵庫県出身の岸野里香と村上文香をパーソナリティとして番組が開始された。以降グループ卒業等によるパーソナリティの入れ替わりがあり、その都度番組のタイトルが変えられている。

## 番組の変遷
NMB48りかとあやかのガールズ☆ト～ク(2013年4月6日 - 2014年12月28日)
兵庫県出身の岸野里香と村上文香の2名で番組開始。パーソナリティ2名の他にNMB48メンバー1名がゲスト出演していた。
NMB48ゆきとあやかのガールズ☆ト〜ク(2014年1月4日 - 2月22日)
2014年1月4日から2月22日までは岸野里香が舞台に出演するため欠席し、代役として東由樹が出演。この期間だけ番組タイトルが変えられた。
NMB48りかとダレカのガールズ☆ト〜ク(2014年1月4日 - 2016年10月9日)
2014年12月28日、番組パーソナリティである村上文香がNMB48を卒業したため番組を降板。翌週から準レギュラー(ダレカ)として藤江れいな、市川美織、梅田彩佳のうち1名が岸野里香の相方を務めていた。NMB48メンバーのゲスト出演はなくなり、2名で番組が進められるようになった。
2016年1月31日、準レギュラーの梅田彩佳がNMB48を卒業したため番組を降板。
2016年6月5日より城恵理子が準レギュラー(ダレカ)の一人として加入した。
NMB48ジョーとダレカのガールズ☆ト〜ク(2016年10月16日 - 2019年4月27日)
2016年10月9日、番組パーソナリティである岸野里香がNMB48を卒業したため番組を降板。翌週から兵庫県出身の城恵理子がメインパーソナリティを務め、NMB48メンバー1名が「ダレカ」としてゲスト出演していた。「ダレカ」は以前とは異なり、メンバーは固定されずに出演するようになった。
NMB48しんしんとダレカのガールズ☆ト〜ク(2019年5月4日 - 2022年3月27日)
2019年4月27日、番組パーソナリティである城恵理子がNMB48を卒業したため番組を降板。翌週から兵庫県出身の新澤菜央がメインパーソナリティを務め、NMB48メンバー1名が「ダレカ」としてゲスト出演していた。
NMB48しんしんとゆずのガールズ☆ト〜ク(2022年4月3日 - 2023年6月11日)
2022年4月3日より番組パーソナリティに本郷柚巴が加わり、レギュラーパーソナリティ2名で番組が進められるようになった。
NMB48しんしんとまいてぃーのガールズ☆ト〜ク(2023年6月18日 - 2025年3月30日)
2023年6月11日、番組パーソナリティである本郷柚巴がNMB48を卒業したため番組を降板。翌週から番組パーソナリティに平山真衣が加わった。
NMB48しんしんとまいてぃーのガールズトーク(2025年4月6日 - 現在)
2025年4月6日、放送時間の変更に伴いタイトルが一部変更されたが、出演者や番組内容などの変更はされていない。

## 放送時間
- 2025年4月6日 - 、毎週日曜日 1:50 - 2:00（JST）

### 過去の放送時間
- 2013年4月6日 - 2014年3月29日、毎週土曜日 17:40 - 17:55
- 2014年4月6日 - 2014年10月26日、毎週日曜日 17:40 - 17:55
- 2014年11月2日 - 2015年3月29日、毎週日曜日 17:40 - 17:50
- 2015年4月5日 - 2018年3月25日、毎週日曜日 17:30 - 17:50
- 2018年4月6日 - 2019年3月29日、毎週金曜日 22:00 - 22:20
- 2019年4月6日 - 2020年3月28日、毎週土曜日 19:00 - 19:20
- 2020年4月5日 - 2020年9月27日、毎週日曜日 17:00 - 17:25
- 2021年4月3日 - 2023年9月24日（再放送）、毎週土曜日 18:15 - 18:40
- 2023年1月8日 - 2023年3月26日（再放送）、毎週日曜日 1:30 - 1:55
- 2020年10月4日 - 2023年3月26日、毎週日曜日 16:30 - 16:55
- 2023年4月2日 - 10月29日、12月31日（再放送）、毎週日曜日 16:30 - 16:55
- 2023年4月2日 - 2024年3月31日、毎週日曜日 1:30 - 1:55
- 2024年4月7日 - 2025年3月30日、毎週日曜日 1:35 - 2:00

### 放送休止
- 2019年8月24日
- 2020年10月11日、11月1日、11月8日、12月27日
- 2022年4月24日[注釈 1]、5月29日[注釈 1]、6月26日[注釈 1]、7月24日[注釈 1]、8月28日[注釈 1]、9月25日、10月30日、11月6日
- 2023年1月22日[注釈 1]、2月26日[注釈 1]

## 出演者
- 新澤菜央（NMB48、2019年5月4日 - ）
- 平山真衣（NMB48、2023年6月11日 - ）

### 過去のパーソナリティ
- 村上文香（NMB48チームM、2013年4月6日 - 2014年12月28日 NMB48卒業のため降板）
- 梅田彩佳（NMB48チームBII、2015年6月7日 - 2016年1月31日 NMB48卒業のため降板）
- 岸野里香（NMB48チームN、2013年4月6日 - 2016年10月9日 NMB48卒業のため降板）
- 藤江れいな（NMB48チームM、2015年1月4日 - 2016年7月31日）
- 市川美織（NMB48チームBII、2015年2月1日 - 2016年8月28日）
- 城恵理子（NMB48チームN → チームBII、2016年6月5日 - 2019年4月27日 NMB48卒業のため降板）
- 本郷柚巴（NMB48、2022年4月3日 - 2023年6月11日 NMB48卒業のため降板）

### 代理出演
- 東由樹（NMB48チームM、2014年1月4日 - 2月22日 岸野の代役）
- 山本望叶（NMB48、2022年10月2日 - 10月23日 本郷の代役）
- 前田令子（NMB48、2022年11月13日 - 11月27日 本郷の代役）

### ダレカメンバー
2015年1月から2022年3月まではレギュラーパーソナリティに加え、NMB48メンバー1人がゲストパーソナリティとして出演していた。
| ダレカメンバー | ダレカメンバー | ダレカメンバー | ダレカメンバー | ダレカメンバー | ダレカメンバー | ダレカメンバー | ダレカメンバー | ダレカメンバー | ダレカメンバー | ダレカメンバー    | ダレカメンバー | ダレカメンバー |
|                | 1月            | 2月            | 3月            | 4月            | 5月            | 6月            | 7月            | 8月            | 9月            | 10月              | 11月           | 12月           |
| -------------- | -------------- | -------------- | -------------- | -------------- | -------------- | -------------- | -------------- | -------------- | -------------- | ----------------- | -------------- | -------------- |
| 2015年         | 藤江れいな     | 市川美織       | 藤江れいな     | 市川美織       | 藤江れいな     | 梅田彩佳       | 市川美織       | 藤江れいな     | 梅田彩佳       | 市川美織          | 藤江れいな     | 梅田彩佳       |
| 2016年         | 梅田彩佳       | 市川美織       | 城恵理子       | 藤江れいな     | 市川美織       | 城恵理子       | 藤江れいな     | 市川美織       | 城恵理子       | 城恵理子 岸野里香 | 久代梨奈       | 川上千尋       |
| 2017年         | 植村梓         | 谷川愛梨       | 沖田彩華       | 山尾梨奈       | 堀詩音         | 加藤夕夏       | 太田夢莉       | 川上千尋       | 川上礼奈       | 内木志            | 山尾梨奈       | 沖田彩華       |
| 2018年         | 植村梓         | 岩田桃夏       | 堀詩音         | 加藤夕夏       | 安田桃寧       | 上西怜         | 井尻晏菜       | 石田優美       | 久代梨奈       | 川上礼奈          | 磯佳奈江       | 小嶋花梨       |
| 2019年         | 渋谷凪咲       | 内木志         | 石田優美       | 新澤菜央       | 山本彩加       | 川上千尋       | 山本望叶       | 加藤夕夏       | 堀詩音         | 古賀成美          | 小嶋花梨       | 大田莉央奈     |
| 2020年         | 上西怜         | 東由樹         | 安田桃寧       | 貞野遥香       | 横野すみれ     | 原かれん       | 石田優美       | 南羽諒         | 川上千尋       | 前田令子          | 上西怜         | 堀詩音         |
| 2021年         | 小嶋花梨       | 本郷柚巴       | 河野奈々帆     | 南波陽向       | 塩月希依音     | 白間美瑠       | 山崎亜美瑠     | 中野美来       | 菖蒲まりん     | 中川美音          | 前田令子       | 原かれん       |
| 2022年         | 平山真衣       | 貞野遥香       | 山本望叶       | -              | -              | -              | -              | -              | -              | -                 | -              | -              |

### ナレーション
- 池田奈月（ラジオ関西アナウンサー、2018年4月6日 - 2019年4月27日）
- 津田明日香（ラジオ関西アナウンサー、2019年5月4日 - 2022年3月27日）

## ゲスト

### NMB48メンバー
番組開始時から2014年12月まではレギュラーパーソナリティ2名に加えて、NMB48メンバー1人がゲスト出演していた。
| 2013年 | 2013年     | 2013年     | 2013年              | 2013年     | 2013年     |
| 月     | 1週目      | 2週目      | 3週目               | 4週目      | 5週目      |
| ------ | ---------- | ---------- | ------------------- | ---------- | ---------- |
| 4月    | 6日        | 13日       | 20日                | 27日       | -          |
| 4月    | -          | -          | 木下百花            | 木下百花   | -          |
| 5月    | 4日        | 11日       | 18日                | 25日       | -          |
| 5月    | 東由樹     | 東由樹     | 島田玲奈            | 島田玲奈   | -          |
| 6月    | 1日        | 8日        | 15日                | 22日       | 29日       |
| 6月    | 谷川愛梨   | 谷川愛梨   | 谷川愛梨 與儀ケイラ | 與儀ケイラ | 與儀ケイラ |
| 7月    | 6日        | 13日       | 20日                | 27日       | -          |
| 7月    | 三田麻央   | 三田麻央   | 高野祐衣            | 高野祐衣   | -          |
| 8月    | 3日        | 10日       | 17日                | 24日       | 31日       |
| 8月    | 村瀬紗英   | 村瀬紗英   | 村瀬紗英 小柳有沙   | 小柳有沙   | 小柳有沙   |
| 9月    | 7日        | 14日       | 21日                | 28日       | -          |
| 9月    | 白間美瑠   | 白間美瑠   | 吉田朱里            | 吉田朱里   | -          |
| 10月   | 5日        | 12日       | 19日                | 26日       | -          |
| 10月   | 川上礼奈   |            |                     |            | -          |
| 11月   | 2日        | 9日        | 16日                | 23日       | 30日       |
| 11月   | 矢倉楓子   | 矢倉楓子   | 矢倉楓子 西村愛華   | 西村愛華   | 西村愛華   |
| 12月   | 7日        | 14日       | 21日                | 28日       | -          |
| 12月   | 山岸奈津美 | 山岸奈津美 | 東由樹              | 東由樹     | -          |

| 2014年 | 2014年     | 2014年     | 2014年            | 2014年     | 2014年   |
| 月     | 1週目      | 2週目      | 3週目             | 4週目      | 5週目    |
| ------ | ---------- | ---------- | ----------------- | ---------- | -------- |
| 1月    | 4日        | 11日       | 18日              | 25日       | -        |
| 1月    | 沖田彩華   | 沖田彩華   | 山田菜々          | 山田菜々   | -        |
| 2月    | 1日        | 8日        | 15日              | 22日       | -        |
| 2月    | 岸野里香   |            |                   |            | -        |
| 3月    | 1日        | 8日        | 15日              | 22日       | 29日     |
| 3月    | 沖田彩華   | 沖田彩華   | 高野祐衣          | 高野祐衣   | -        |
| 4月    | 6日        | 13日       | 20日              | 27日       | -        |
| 4月    | 川上礼奈   | 川上礼奈   | 三田麻央          | 三田麻央   | -        |
| 5月    | 4日        | 11日       | 18日              | 25日       | -        |
| 5月    | 東由樹     | 東由樹     | 與儀ケイラ        | 與儀ケイラ | -        |
| 6月    | 1日        | 8日        | 15日              | 22日       | 29日     |
| 6月    | 石塚朱莉   | 石塚朱莉   | 石塚朱莉 久代梨奈 | 久代梨奈   | 久代梨奈 |
| 7月    | 6日        | 13日       | 20日              | 27日       | -        |
| 7月    | 白間美瑠   | 白間美瑠   | 近藤里奈          | 近藤里奈   | -        |
| 8月    | 3日        | 10日       | 17日              | 24日       | 31日     |
| 8月    | 薮下柊     | 薮下柊     | 渋谷凪咲 薮下柊   | 渋谷凪咲   | 渋谷凪咲 |
| 9月    | 7日        | 14日       | 21日              | 28日       | -        |
| 9月    | 門脇佳奈子 | 門脇佳奈子 | 日下このみ        | 日下このみ | -        |
| 10月   | 5日        | 12日       | 19日              | 26日       | -        |
| 10月   | 川上礼奈   | 川上礼奈   | 谷川愛梨          | 谷川愛梨   | -        |
| 11月   | 2日        | 9日        | 16日              | 23日       | 30日     |
| 11月   | 久代梨奈   | 久代梨奈   | 石塚朱莉 久代梨奈 | 石塚朱莉   | 石塚朱莉 |
| 12月   | 7日        | 14日       | 21日              | 28日       | -        |
| 12月   | 上西恵     | 上西恵     | 須藤凜々花        | 須藤凜々花 | -        |

### NMB48メンバー以外のゲスト
- 正木明（気象予報士）（2014年3月29日）

## 主な企画
番組開始時から2022年3月まではコーナーやトークテーマなどは特に設けられず、フリートークやリスナー投稿の読み上げを中心に行われた。
2022年4月以降のレギュラー2名体制になってからは、トークの流れから以下のような企画が行われている。
- 早口言葉 - リスナーから送られてきた早口言葉に挑戦する。
- 心理テスト - 心理テストを行う。
- 悩み相談 - インスタグラムで募集したお悩みについて答える。
- 雑学クイズ - 雑学に関するクイズを行う。
- 実況アナログゲーム - アナログなゲームをしながら実況をする。
- ガチャトーク - くじ引きでトークテーマを決めてトークをする。
- おすすめグッズ紹介 - パーソナリティがおすすめしたいグッズを紹介する。
- アウトロクイズ - NMB48楽曲でアウトロクイズをする。
- 食レポ対決 - 番組で用意された食品の味をレポートする。
- この味なんだ テイスティングクイズ - 銘柄の異なる同じ食品をテイスティングだけで銘柄を当てる。